# Dan Roycroft
Dan Roycroft (* 23. Februar 1978 in Huntsville) ist ein ehemaliger kanadischer Skilangläufer.

## Werdegang
Roycroft, der für den Arrowhead Nordic startete, lief  im Dezember 1997 in Canmore sein erstes Rennen im Continental-Cup, welches er auf dem fünften Platz über 10 km Freistil beendete. Im Februar 2003 startete er in Asiago erstmals im Weltcup, wo er den 12. Platz im Teamsprint belegte. Seine besten Platzierungen bei den folgenden nordischen Skiweltmeisterschaften im Val di Fiemme waren der 49. Platz im 30-km-Massenstartrennen und der 15. Rang mit der Staffel. Im März 2003 wurde er in Duntroon kanadischer Meister im 30-km sowie im 50-km-Massenstartrennen. Seine besten Resultate bei den nordischen Skiweltmeisterschaften 2005 in Oberstdorf waren der 31. Platz im 50-km-Massenstartrennen und der 13. Rang mit der Staffel. Im folgenden Jahr wurde er in Thunder Bay kanadischer Meister im Massenstartrennen über 15 km Freistil und errang bei den Olympischen Winterspielen 2006 in Turin jeweils den 57. Platz über 15 km und im 50-km-Massenstartrennen sowie den 38. Platz im Skiathlon. In der Saison 2006/07 belegte er bei der Tour de Ski 2006/07 den 59. Platz und bei den nordischen Skiweltmeisterschaften 2007 in Sapporo den 37. Platz im Skiathlon, den 29. Rang im 50-km-Massenstartrennen sowie den 11. Platz mit der Staffel. Im Januar 2009 holte er in Whistler mit dem 15. Platz im Skiathlon seine einzigen Weltcuppunkte. Sein letztes Weltcuprennen absolvierte er im März 2009 in Trondheim, welches er auf dem 48. Platz im 50-km-Massenstartrennen beendete.

## Teilnahmen an Weltmeisterschaften und Olympischen Winterspielen

### Olympische Spiele
- 2006 Turin: 38. Platz 30 km Skiathlon, 57. Platz 50 km Freistil Massenstart, 57. Platz 15 km klassisch

### Nordische Skiweltmeisterschaften
- 2003 Val di Fiemme: 15. Platz Staffel, 49. Platz 30 km klassisch Massenstart, 52. Platz Sprint Freistil, 56. Platz 50 km Freistil
- 2005 Oberstdorf: 13. Platz Staffel, 31. Platz 50 km klassisch Massenstart, 54. Platz 30 km Skiathlon, 63. Platz 15 km Freistil
- 2007 Sapporo: 11. Platz Staffel, 29. Platz 50 km klassisch Massenstart, 37. Platz 30 km Skiathlon

## Siege bei Continental-Cup-Rennen
| Nr. | Datum             | Ort              | Disziplin                    | Serie           |
| --- | ----------------- | ---------------- | ---------------------------- | --------------- |
| 1.  | 20. Dezember 2003 | Kelowna          | 30 km klassisch              | Continental-Cup |
| 2.  | 8. März 2006      | Thunder Bay      | 15 km Freistil Massenstart 1 | Nor-Am-Cup      |
| 3.  | 21. März 2007     | Mont Sainte-Anne | 10 km Freistil               | Nor-Am-Cup      |